# Barbara Jordan
Barbara Charline Jordan, ameriška odvetnica in političarka, * 21. februar 1936, Houston, Teksas, † 17. januar 1996, Austin, Teksas.
Jordan je bila kongresnica ZDA med letoma 1973 in 1979.